# Come un'ora fa
Come un'ora fa è un singolo della cantante italiana Giusy Ferreri, il terzo estratto dalla raccolta Hits e pubblicato il 18 marzo 2016.

## Composizione
Scritto e composto da Daniele Magro, il brano è stato presentato dalla Ferreri attraverso la seguente dichiarazione:

## Video musicale
Il videoclip ufficiale di Come un'ora fa è stato diretto da Gaetano Morbioli, già regista per la cantante di Stai fermo lì, La scala (The Ladder), Ciao amore ciao, Il mare immenso e Ti porto a cena con me, ed è stato reso visibile sul canale Vevo della cantante il giorno stesso della pubblicazione.

## Tracce
1. Come un'ora fa – 2:55 (Daniele Magro)

## Classifiche
| Classifica (2016)         | Posizione massima |
| ------------------------- | ----------------- |
| Italia (airplay italiane) | 9                 |